# Dog Triathlon

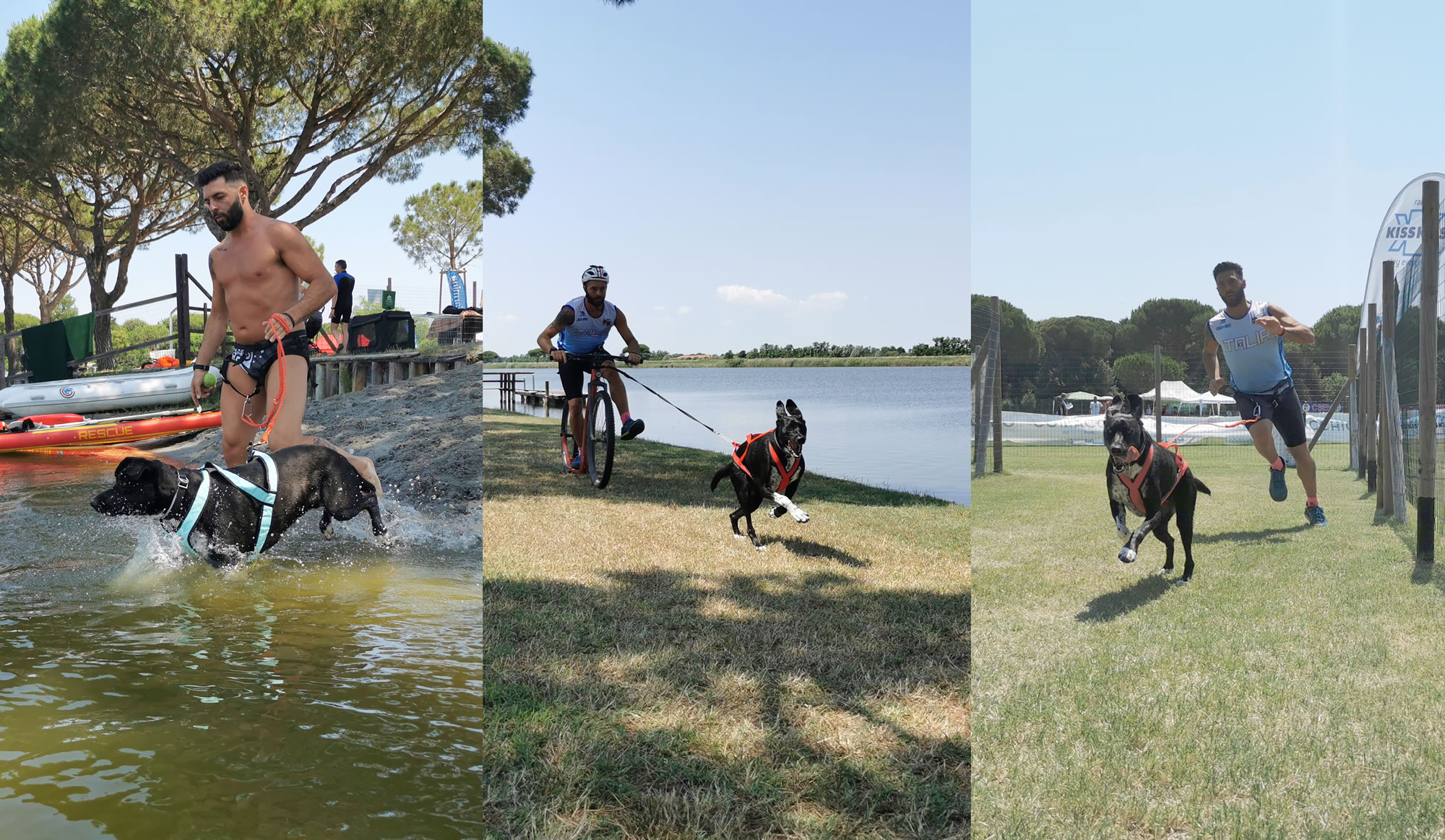
Il campione italiano Luca Pilato nelle tre frazioni di Dog Triathlon

Il Dog Triathlon è una  disciplina sportiva cinofila che presenta le stesse caratteristiche del Triathlon per umani, con la differenza di essere praticato da un binomio composto da un umano e un cane collegati tra loro. Da non confondersi con le gare cinofile a prove multiple con somma dei tempi perché nel Dog Triathlon non c'è soluzione di continuità dalla partenza all'arrivo.

## Descrizione
La specialità propriamente detta si compone di tre frazioni:
1. Nuoto
2. Bikejoring o Dog Scootering
3. Canicross

con il cane sempre collegato al conduttore e in traino nella seconda e terza frazione. Nella prima frazione di nuoto non può esserci traino.
La disciplina del Dog Triathlon comprende le seguenti specialità cinofile:
- Dog Triathlon
- Dog Duathlon
- Dog Aquathlon
- Dog Aquabike
- Dog SwimRun
- Dog Winter Triathlon
- Dog Winter Duathlon

## Storia
In Italia è stato proposto per la prima volta a Bibione (VE) nel 2018 dalla Associazione Sportiva Dilettantistica Marathon Dog, guidata da Valentina Romanello, a latere di una manifestazione di Triathlon Cross della Federazione Italiana Triathlon contando 8 iscritti.
Nel 2021 a Lignano (UD) è stato disputato il primo Campionato Nazionale CSEN di Dog SwimRun denominato Aquaticrunner Dog (affiancando una manifestazione di Swimrun umana) che ha eletto campioni Stefania Oliosi con la Dobermann Jackie Brown e Luca Folpini con il Pastore Belga Malinois Naira; sempre sotto egida CSEN, nel 2022 si è disputato il primo Campionato Nazionale di Dog Triathlon al Lido delle Nazioni (FE) presso il Club Village & Hotel Spiaggia Romea, i vincitori assoluti sono stati Stefania Oliosi con la Dobermann Beatrix Sigei e Jovan Bozovic con l’Eurohound Slei per la categoria Bikejoring, mentre per la categoria Dog Scootering hanno prevalso Chiara Capezzone con il Pastore belga Ginevra e Luca Pilato con l’Eurohound Shellyhann Freser Prynce detta Pry.
A partire dal 2023, la disciplina viene riconosciuta, insieme a tutti gli altri sport cinofili, dalla FIDASC e dunque viene organizzato anche il primo Campionato Italiano che viene vinto in scooter da Chiara Capezzone con Dj e Luca Pilato sempre con Pry mentre in bike da Giovanna Zoppi con Emma. Sia Zoppi che Pilato si riconfermano nel 2024 rispettivamente con Birra e con la pluricampionessa Pry. Nel 2025 i campioni italiani sono Marco Neri con Kyr in scooter e Mattia Minori con Puma in bike.

## Albo d'oro
| Anno | Titolo                     | Luogo                   | Categoria                      | Binomio                           |
| ---- | -------------------------- | ----------------------- | ------------------------------ | --------------------------------- |
| 2021 | Campionato Nazionale CSEN  | Lignano (UD)            | Dog SwimRun - Donne            | Stefania Oliosi con Jackie Brown  |
| 2021 | Campionato Nazionale CSEN  | Lignano (UD)            | Dog SwimRun - Uomini           | Luca Folpini con Naira            |
| 2022 | Campionato Nazionale CSEN  | Lido delle Nazioni (FE) | Dog Triathlon - Bike donne     | Stefania Oliosi con Beatrix Sigei |
| 2022 | Campionato Nazionale CSEN  | Lido delle Nazioni (FE) | Dog Triathlon - Bike uomini    | Jovan Bozovic con Slei            |
| 2022 | Campionato Nazionale CSEN  | Lido delle Nazioni (FE) | Dog Triathlon - Scooter donne  | Chiara Capezzone con Ginevra      |
| 2022 | Campionato Nazionale CSEN  | Lido delle Nazioni (FE) | Dog Triathlon - Scooter uomini | Luca Pilato con Pry               |
| 2023 | Campionato Italiano FIDASC | Lido delle Nazioni (FE) | Dog Triathlon - Bike donne     | Giovanna Zoppi con Emma           |
| 2023 | Campionato Italiano FIDASC | Lido delle Nazioni (FE) | Dog Triathlon - Scooter donne  | Chiara Capezzone con Dj           |
| 2023 | Campionato Italiano FIDASC | Lido delle Nazioni (FE) | Dog Triathlon - Scooter uomini | Luca Pilato con Pry               |
| 2023 | Campionato Nazionale CSEN  | Lido delle Nazioni (FE) | Dog Triathlon - Bike donne     | Monica Deidda con Breeze          |
| 2023 | Campionato Nazionale CSEN  | Lido delle Nazioni (FE) | Dog Triathlon - Bike uomini    | Leroy Longhin con Kora            |
| 2023 | Campionato Nazionale CSEN  | Lido delle Nazioni (FE) | Dog Triathlon - Scooter donne  | Chiara Capezzone con Dj           |
| 2023 | Campionato Nazionale CSEN  | Lido delle Nazioni (FE) | Dog Triathlon - Scooter uomini | Luca Pilato con Pry               |
| 2024 | Campionato Italiano FIDASC | Lido delle Nazioni (FE) | Dog Triathlon - Bike donne     | Giovanna Zoppi con Birra          |
| 2024 | Campionato Italiano FIDASC | Lido delle Nazioni (FE) | Dog Triathlon - Scooter uomini | Luca Pilato con Pry               |
| 2024 | Campionato Nazionale CSEN  | Lido delle Nazioni (FE) | Dog Triathlon - Bike donne     | Giovanna Zoppi con Emma           |
| 2024 | Campionato Nazionale CSEN  | Lido delle Nazioni (FE) | Dog Triathlon - Bike uomini    | Leroy Longhin con Kora            |
| 2024 | Campionato Nazionale CSEN  | Lido delle Nazioni (FE) | Dog Triathlon - Scooter uomini | Luca Pilato con Pry               |
| 2025 | Campionato Italiano FIDASC | Lido delle Nazioni (FE) | Dog Triathlon - Bike uomini    | Mattia Minori con Puma            |
| 2025 | Campionato Italiano FIDASC | Lido delle Nazioni (FE) | Dog Triathlon - Scooter uomini | Marco Neri con Kyr                |
| 2025 | Campionato Nazionale CSEN  | Lido delle Nazioni (FE) | Dog Triathlon - Bike donne     | Monica Deidda con Breeze          |
| 2025 | Campionato Nazionale CSEN  | Lido delle Nazioni (FE) | Dog Triathlon - Scooter donne  | Cecilia Meriggi con Ophelia       |
| 2025 | Campionato Nazionale CSEN  | Lido delle Nazioni (FE) | Dog Triathlon - Bike uomini    | Mattia Minori con Puma            |
| 2025 | Campionato Nazionale CSEN  | Lido delle Nazioni (FE) | Dog Triathlon - Scooter uomini | Marco Neri con Kyr                |